# عفرفور (المهرة)

تعديل مصدري - تعديل

عفرفور هي إحدى قرى عزلة جاذب بمديرية حوف التابعة لمحافظة المهرة، بلغ تعداد سكانها 31 نسمة حسب تعداد اليمن لعام 2004.